# Ciriaco Díaz Vélez
José Ciriaco Díaz Vélez (Buenos Aires, agosto de 1799 - Concepción del Uruguay, octubre de 1862) fue un militar argentino que actuó en las guerras civiles argentinas y uruguayas.

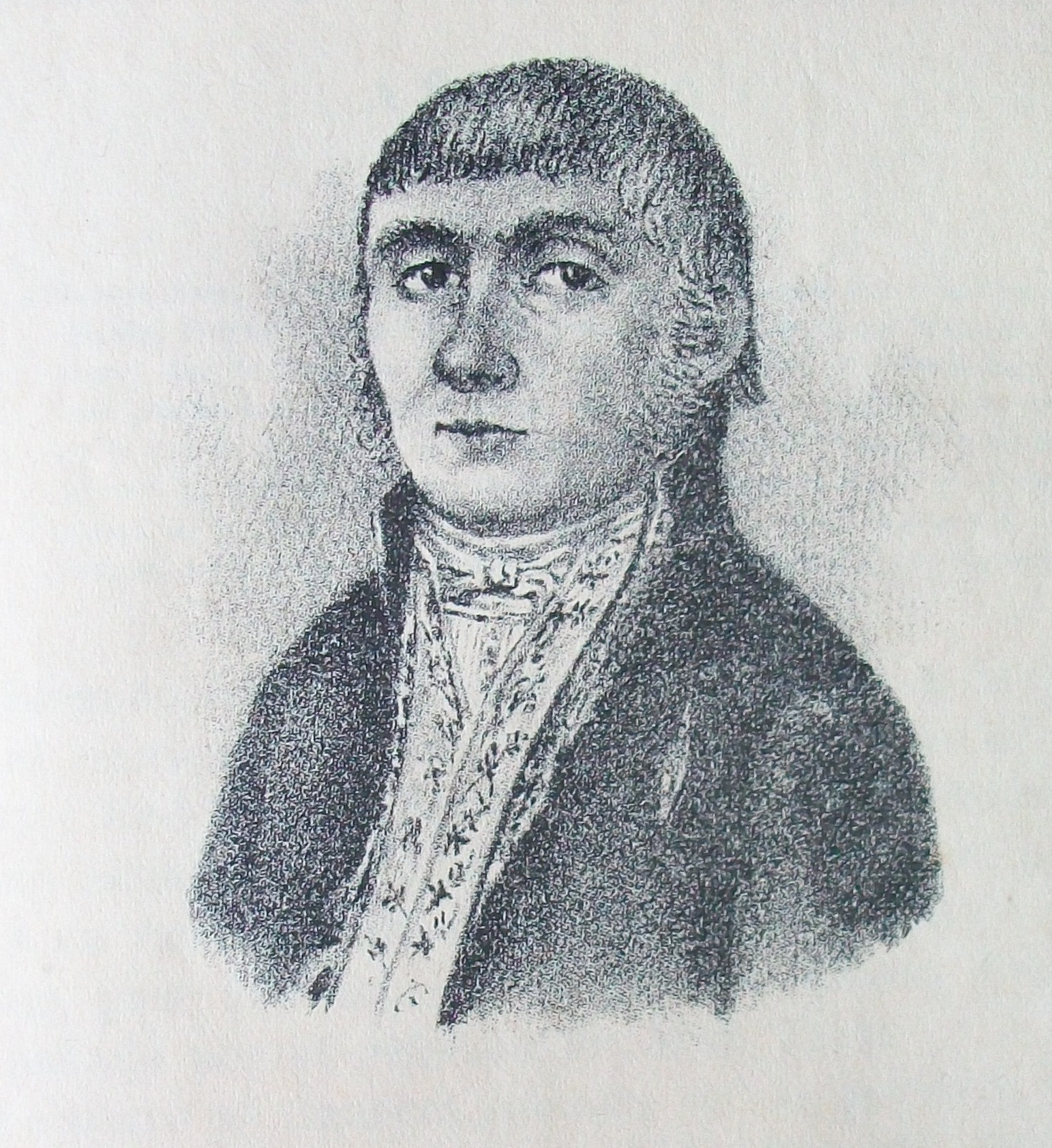
Retrato del padre de Ciriaco Díaz Vélez, José Miguel Díaz Vélez.

## Biografía
Fue el segundo de los once hijos del matrimonio celebrado entre el doctor y político José Miguel Díaz Vélez y su mujer María del Tránsito Inciarte.  Sus otros hermanos fueron: José María, María Luisa —quien posteriormente fuera la esposa del general Gregorio Aráoz de Lamadrid—, María de Tránsito, Dolores, Agustina, Manuel, Mercedes, Francisco, Justiniano y Nicolás.
Fue, además, sobrino del general Eustoquio Díaz Vélez.
Durante la época del Directorio de las Provincias Unidas del Río de la Plata, Ciriaco se enroló en 1817 en el regimiento de infantería y participó en la campaña del Director Supremo José Rondeau contra los caudillos federales que terminó con la completa derrota en la Batalla de Cepeda, el 1 de febrero de 1820, en la que fue herido.
Participó en la Anarquía del Año XX acompañando al general Carlos María de Alvear; fue tomado prisionero en San Nicolás de los Arroyos. Si bien fue dado de baja a fines de 1820, fue reincorporado solamente unas semanas más tarde. Al año siguiente colaboró en la campaña de 1821 contra Francisco Ramírez, a las órdenes del coronel Lamadrid, y peleó en los dos combates en que éste fue derrotado por el caudillo entrerriano. Poco después obtuvo su baja del ejército, y al poco tiempo se casó con una hermana de Lamadrid.
En 1825 se reincorporó a un regimiento de húsares con la intención de participar en la campaña de Juan Antonio Álvarez de Arenales al Alto Perú aunque finalmente fue nombrado edecán de la misión diplomática que las Provincias Unidas del Río de la Plata enviaron ante Simón Bolívar para conseguir de este último su apoyo a la Guerra del Brasil, tratar la situación de las cuatro provincias altoperuanas y resolver la Cuestión de Tarija. La misión, a cargo del general Carlos María de Alvear y del doctor José Miguel Díaz Vélez, únicamente logró el reconocimiento de Tarija como parte de la provincia de Salta por lo que Ciriaco Díaz Vélez el 8 de diciembre de 1825 fue posesionado interinamente como Teniente de Gobernador de Tarija, hasta que la legislación de Salta lo designa oficialmente como Teniente Gobernador no interino el 4 de febrero de 1826 del partido de Tarija, como dependencia de la provincia de Salta. Su gestión duraría hasta el 10 de mayo del mismo año, dejando como sucesor a Mariano de Gordaliza como teniente de gobernador de la Villa de Tarija. Pero poco después Tarija con un golpe de Estado por parte de Sucre, lo incorporó ilegalmente a la recientemente creada Bolivia.
De regreso quedó en Provincia de Tucumán, donde —a órdenes del gobernador Lamadrid— combatió contra Facundo Quiroga en la Batalla de El Tala, el 27 de octubre de 1826, en la que cayó prisionero. De vuelta en Buenos Aires, prestó servicios en la comandancia de marina.
En 1834 pidió la baja del ejército. Cinco años más tarde, a causa de las persecuciones de la Mazorca y su oposición al régimen de gobierno de Juan Manuel de Rosas emigró a Montevideo. Allí se unió a los grupos antirrosistas y prestó servicios en la defensa contra el sitio impuesto por el expresidente Manuel Oribe a la ciudad. Un año más tarde se pasó a las filas de los sitiadores, sirviendo algunos meses en el ejército de Oribe.
De regreso en Buenos Aires, permaneció como militar retirado, sirviendo esporádicamente en el cuerpo de inválidos.
Después de la Batalla de Caseros fue nombrado comandante de la isla Martín García. Perdió ese cargo tras la revolución del 11 de septiembre de 1852, y a fines de ese año se incorporó al Sitio de Buenos Aires; los sitiadores lo nombraron por segunda vez jefe militar de Martín García, cargo que ejerció hasta el fracaso del sitio, ocasión en que fue tomado prisionero por la escuadra el almirante John Halstead Coe, que se había pasado a los sitiados a cambio de un soborno.
Recuperada la libertad meses después, se incorporó al ejército de la Provincia de Entre Ríos, donde el presidente Justo José de Urquiza le reconoció el grado de coronel de la Confederación Argentina y prestó servicios a órdenes del propio Urquiza.
En 1860 fue elegido senador nacional por la Provincia de La Rioja. Poco tiempo después fue enviado como interventor federal a La Rioja debido a una revolución que había promovido el general Ángel Vicente Peñaloza. No completó su misión: al llegar a la ciudad de Córdoba delegó su cargo en Olegario Gordillo, que lo delegaría a su vez en el mismo general Peñaloza que había iniciado el conflicto.
Después de la Batalla de Pavón y la disolución de la Confederación Argentina fue nombrado inspector de escuelas de la Provincia de Entre Ríos.
Falleció en Concepción del Uruguay, capital de Entre Ríos, en octubre de 1862.
Su hijo, también llamado Ciriaco Díaz Vélez, había sido oficial del ejército de Lamadrid durante la guerra civil de 1840; terminó su carrera militar en la Guerra del Paraguay, llegando al grado de teniente coronel.